# Ping flood
Il ping flood è un semplice attacco di tipo denial of service dove l'utente malevolo sommerge il sistema oggetto dell'attacco per mezzo di pacchetti ICMP Echo Request (ping). Ha successo soltanto se l'utente che compie l'attacco dispone di molta più banda rispetto al sistema attaccato (per esempio un attacco eseguito con una linea ADSL verso un sistema collegato con un modem dial-up). Colui che compie l'attacco spera che il sistema risponda con pacchetti ICMP Echo Reply, consumando quindi banda in uscita, oltre a quella già utilizzata per i pacchetti in arrivo.

## Difesa
Per ridurre gli effetti di un ping flood, è possibile utilizzare un firewall per filtrare i pacchetti ICMP Echo Request in ingresso. Ciò permette al computer di evitare l'invio di pacchetti ICMP Echo Reply, realizzando due obiettivi.
1. Risparmio di banda, realizzato non rispondendo ai pacchetti.
2. Mancanza di feedback verso l'utente malevolo, che non riesce a quantificare l'efficacia del suo attacco.

Tuttavia, questo tipo di filtro previene anche la misurazione della latenza da parte di utenti legittimati a farlo. Una soluzione di compromesso può essere quella di filtrare solo i pacchetti ICMP Echo Request più grandi.
Si noti che non si può considerare affidabile l'indirizzo IP sorgente dei pacchetti, dal momento che questo può essere facilmente falsificato (vedi spoofing) per far sì che appaia come proveniente da un altro indirizzo IP. Ciascun pacchetto può inoltre essere falsificato e contenere un indirizzo IP generato a caso.